# Бакарі Н'Діає
Бакарі Н'Діає (фр. Bakary N'Diaye; нар. 26 листопада 1998) — мавританський футболіст, центральний захисник марокканського клубу «Діфаа» і національної збірної Мавританії.

## Клубна кар'єра
У дорослому футболі дебютував 2014 року виступами за команду «Тевраг-Зейна», в якій провів три сезони.
У липні 2017 року перейшов до марокканського клубу «Діфаа».
| Дата       | Місто | Господарі  | Результат | Гості      | Турнір                                   | Голи | Примітки |
| ---------- | ----- | ---------- | --------- | ---------- | ---------------------------------------- | ---- | -------- |
| 24-06-2019 | Суец  | Малі       | 4 – 1     | Мавританія | Кубок африканських націй 2019 - 1-й етап | -    | 19'      |
| 29-06-2019 | Суец  | Мавританія | 0 – 0     | Ангола     | Кубок африканських націй 2019 - 1-й етап | -    |          |
| 02-07-2019 | Суец  | Мавританія | 0 – 0     | Туніс      | Кубок африканських націй 2019 - 1-й етап | -    |          |
| Усього     |       | Матчів     | 3         |            | Голів                                    | 0    |          |